# Хабтом, Микиэль
Микиэль Хабтом (англ. Mikiel Habtom, род. 1 января 1991) — эритрейский шоссейный велогонщик.

## Карьера
В 2015 году выиграл три этапа и очковую классификацию на Тур дю Фасо.
Год спустя, в 2016, победил на Фенкил Норд Ред Сиа. Стал третьим на чемпионат Эритреи в групповой гонке. В 2017 году одержал победу Круге Асмэры
Стартовал на таких гонках как Тур Марокко, Тур Египта, Тропикале Амисса Бонго, Тур Эритреи, Тур Фучжоу, Тур озера Тайху, Тур озера Цинхай.

## Достижения
2015
3-й, 5-й и 7-й этапы на Тур дю Фасо
2016
Фенкил Норд Ред Сиа
3-й на Чемпионат Эритреи — групповая гонка
2017
Круг Асмэры

## Рейтинги
| Год                 | 2015 | 2016  | 2017   |
| ------------------- | ---- | ----- | ------ |
| Мировой рейтинг UCI |      | 641-й | 1203-й |
| Африканский тур UCI | 80-й | 26-й  | 58-й   |
|                     |      |       |        |
| Источник: UCI       |      |       |        |